# Nišinoomote (Kagošima)

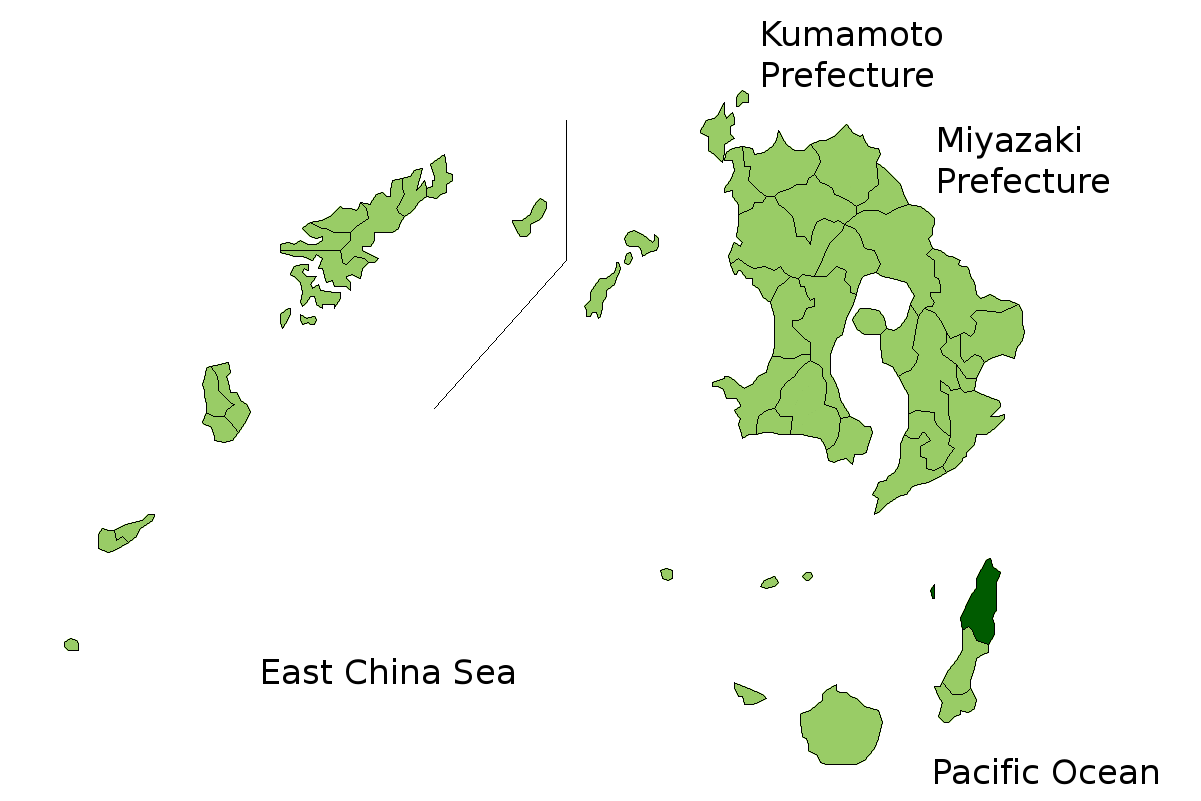
Poloha města Nišinoomote na mapě prefektury Kagošima

Nišinoomote (japonsky 西之表市; Nišinoomote-ši) je město na ostrově Tanega v japonské prefektuře Kagošima.
Město vzniklo 1. října 1958.

## Geografie
Nišinoomote leží v jižní časti ostrova Tanegašima. Ze západní strany jej lemuje Východní čínské moře, z východu Tichý oceán a průliv Osumi, který odděluje Tanegašimu od hlavního ostrova Kjúšú. V hranicích města leží také pobřežní ostrov Magešima.

## Podnebí
Nišinoomote má vlhké subtropické klima (Köppenovo klimatické hodnocení Cfa) s dlouhými, horkými a vlhkými léty a mírnými zimami. Srážky jsou zde hojné po celý rok, s obzvláště silnými dešti v květnu, červnu, srpnu a září.se zde vyskytují tajfuny.

## Podružné obce
- Nakatane

## Historie
Vesnice Kitatane byla založena 1. dubna 1889. Nakatane bylo povýšeno na město dne 1. dubna 1926 a přejmenováno na Nišinoomote. Ke konci 2. světové války bylo město obsazeno 12 000 vojáky japonské císařské armády a bylo tak vystaveno bombardování námořnictvem Spojených států v roce 1945. Stejně jako všechny ostrovy Amami, obec byla pod správou Spojených států od 1. července 1946 do 25. prosince 1953, dne 1. října 1958 byla povýšena na město.

## Doprava

### Lodní doprava
Přístav v Nišinoomote je regionálním dopravním uzlem, s častými spoji do Kagošimy, Tokia, Kobe a Ósaky, stejně jako do Okinawy a na další ostrovy Osumi.

### Dálnice
- Japonská národní trasa 58

## Partnerská města
- Isa, Kagošima, od 10. listopadu 1962
- Sakai, Osaka, od 18. října 1986
- Nagahama, od 8. října 1987
- Vila do Bispo, Portugalsko, od 1. října 1993 (jako uznání skutečnosti, že portugalský mořeplavec Fernão Mendes Pinto prohlašoval, že je prvním Evropanem, který vstoupil do Japonska, což se stalo ve městě Tanegašima v roce 1543.)

## Informace
| Časová zóna             | UTC+9             |
| Celkové zalidnění       | 16 418            |
| Hustota zalidnění       | 79,8/km2 (2016)   |
| Národní strom           | Akō               |
| Národní květina         | Lilie dlouhokvětá |
| Národní květinový strom | Ibišek čínský     |